# Šarišská vrchovina
Šarišská vrchovina je skupina pahorkatin a údolí na Slovensku v jižní části regionu Šariš. Geograficky ji ohraničují Košická kotlina, Čierna hora, Branisko, Bachureň a údolí řeky Torysa. Představuje krajinu, která se vytvořila na geologickém podloží pocházejícím ze starších třetihor, kdy se v mořském prostředí usadily vrstvy pískovců a jílů. Tato geologická stavba se odráží v mírných, hladce modelovaných tvarech povrchu, na kterém se střídají polnohospodářské půdy se zalesněnými plochami.

Vnější Západní Karpaty, Šarišská vrchovina vyznačena červeným polem